# Sphenarium macrophallicum
Sphenarium macrophallicum is een rechtvleugelig insect uit de familie Pyrgomorphidae. De wetenschappelijke naam van deze soort is voor het eerst geldig gepubliceerd in 1978 door Kevan & Boyle.